# Argyrodes lepidus
Argyrodes lepidus là một loài nhện trong họ Theridiidae.
Loài này thuộc chi Argyrodes. Argyrodes lepidus được Octavius Pickard-Cambridge miêu tả năm 1879.